# Riichi Arai
Riichi Arai (荒井利一?, Arai Riichi; Okaya, 16 agosto 1933) è un ex cestista giapponese.

## Carriera
Con il Giappone ha partecipato alle Olimpiadi del 1956, segnando 9 punti in 6 partite.